# To Heart
To Heart (トゥハート Tu Hāto) là một visual novel dành cho người lớn được phát triển bởi Leaf và phát hành vào ngày 23 tháng 5 năm 1997 trên hệ PC. Sau đó được chuyển sang chơi trên hệ máy cầm tay PlayStation và được lồng tiếng. Phiên bản PC thứ hai có tựa To Heart PSE đã bao chứa nội dung từ bản PlayStation trước và bổ sung thêm một số kịch bản ngoại truyện. To Heart PSE và phiên bản PlayStation đã loại bỏ những cảnh quan hệ tình dục. To Heart là game thứ năm của Leaf, cũng là tựa thứ ba và là cuối cùng của dòng Leaf Visual Novel với hai tác phẩm trước là Shizuku và Kizuato. Cách chơi của To Heart dựa theo kịch bản định sẵn (tuyến tính) và sự tương tác của người chơi, tập trung vào cốt truyện của tám nhân vật nữ chính. Phần kế tiếp của To Heart là To Heart 2 được ra mắt vào ngày 28 tháng 12 năm 2004 trực tiếp trên PlayStation 2. Gói đặc biệt chứa To Heart 2 và phiên bản PS2 của To Heart cũng phát hành cùng ngày. Mặc dù bản gốc trên PC của visual novel mang tựa To Heart, anime và phiên bản PSE sau đó đã đổi tựa tác phẩm thành ToHeart (không có khoảng trắng giữa hai từ). Bản tiếng Anh của anime đã sử dụng tên gốc.
To Heart được chuyển thể thành 13 tập anime truyền hình bởi Oriental Light and Magic và phát sóng từ tháng 4 đến tháng 7 năm 1999. Mùa anime thứ hai, To Heart: Remember My Memories, được trình chiếu từ 10 đến tháng 12 năm 2004. Bộ anime đầu tiên được cấp phép phân phối tại Bắc Mỹ bởi Right Stuf International; DVD đầu tiên của bản tiếng Anh phát hành vào tháng 3 năm 2007. Hai loạt manga chuyển thể cũng được xuất bản, tất cả do Takao Ukyō minh họa và đăng trên tạp chí manga Dengeki Daioh của MediaWorks. Manga đầu tiên, gồm những chương từ tháng 10 năm 1997 đến tháng 12 năm 1999, dựa hoàn toàn vào kịch bản của visual novel; và manga thứ hai, gồm những chương từ tháng 11 năm 2004 đến tháng 7 năm 2005, dựa theo kịch bản của anime To Heart: Remember My Memories. Một drama CD mang tựa Piece of Heart đã ra mắt vào tháng 10 năm 1999.